# 安德爾 (格勞賓登州)

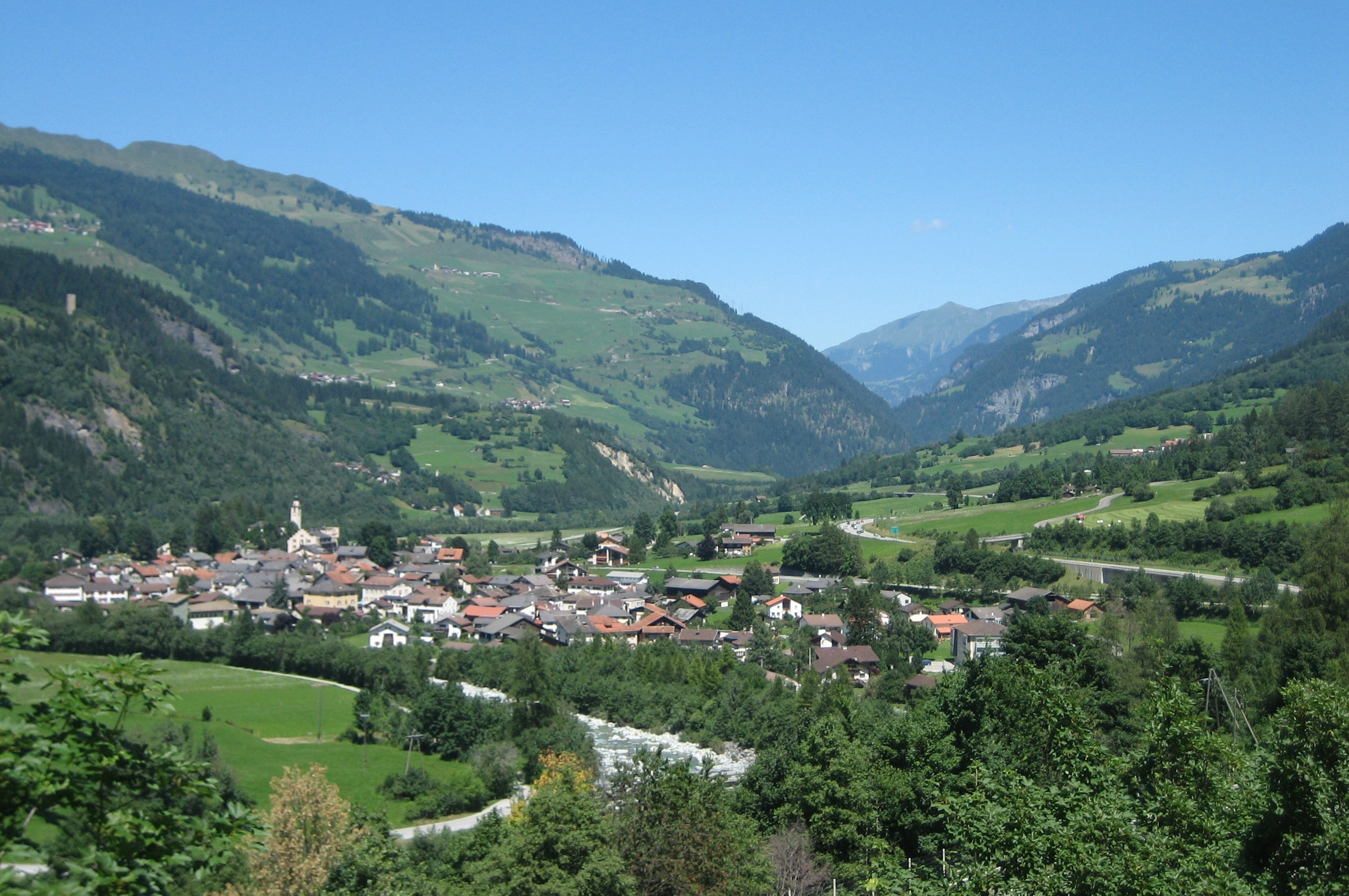

安德爾（德語：Andeer）是瑞士的城鎮，位於該國東部，由格勞賓登州負責管轄，面積46.3平方公里，海拔高度982米，每年平均降雨量933毫米，2011年人口876，人口密度每平方公里19人。

## 外部連結
- Official Web site（页面存档备份，存于）